# 長浦村 (新潟県)
長浦村（ながうらむら）は、かつて新潟県北蒲原郡にあった村。1959年7月22日の合併によって消滅し、現在は新潟市北区の一部となっている。
以下の記述は合併直前当時の旧長浦村に関しての記述であり、現在では名称等が異なる場合がある。なお、ここに記述されていない内容に関しては新潟市などの記事を参照。

## 沿革
- 1901年（明治34年）11月1日 - 北蒲原郡長場村、亀浦村、嘉山村（一部）が合併して、長浦村が発足。村役場は大字浦木に設置[1]。
- 1916年（大正5年）5月1日 - 水原町、京ヶ瀬村との境界変更[2]。
- 1952年（昭和27年）12月1日 - 北蒲原郡神山村の一部を編入。
- 1955年（昭和30年）
  - 2月4日・2月5日 - 町村合併促進法により、この日行われた臨時村議会にて、葛塚町・木崎村・岡方村との合併協議会設置を決定（賛成12、反対7）[3]
  - 2月12日 - この日行われた臨時村議会にて、合併案を否決[3]。
  - 3月4日 - この日行われた臨時村議会にて、賛成12、反対4、白票3にて、一転して合併案可決。3月6日には4町村で合併調印式が行われる[3]。
  - 3月下旬 - 合併案可決に反して村内では合併反対の動きが大きくなり、村を二分するほどの混乱となる。村内の小学校体育館にて合併反対村民大会開催。合併反対派、県議会へ陳情を行う。最終的に県は本村の合併を時期尚早とし、合併保留とする[3]。
  - 3月31日 - 葛塚町・木崎村・岡方村が合併し、北蒲原郡豊栄町成立。本村が合併しなかったため、この時点での豊栄町は旧岡方村地区が飛び地状態となる[3]。
- 1956年（昭和31年）12月27日 - この年6月施行の新市町村建設促進法施行により、同法による合併勧告第一号として、県より豊栄町と共に合併勧告を受ける[3]。
- 1959年（昭和34年）
  - 4月19日 - この日行われた村議会にて、合併勧告受け入れを可決[3]。
  - 6月20日 - この日行われた村議会にて、合併可決、同日調印式[3]。
  - 7月22日 - 北蒲原郡豊栄町に編入され消滅。同時に豊栄町の飛び地状態も解消。

## 地名について
中南部を形成している旧長場村の「長」と北部を形成している亀浦村の「浦」をつなげて、村名となっている。

## 行政

### 歴代村長
- 官選制村長時代
  - 芳賀銀次郎[4]
  - 羽賀浩次（1902年ごろ - 1903年ごろ）[4][5]
  - 長場竜太郎（1903年ごろ - 1904年ごろ）[4][6]
  - 芳賀銀次郎（1904年ごろ - 1912年ごろ）[7][8][9][10][11][12][13][14]
  - 羽賀浩次（1912年ごろ - 1916年ごろ）[15][16][17][18]
  - 長場竜太郎（1916年ごろ - 1917年ごろ）[19]
  - 芳賀銀次郎（1917年ごろ - 1922年ごろ）[20][21][22][23][24]
  - 嘉藤九蔵（1922年ごろ）[4][25]
  - 長場尚太郎（1924年ごろ - 1927年ごろ）[4][26][27][28]
  - 川瀬五郎（1927年ごろ - 1928年ごろ）[4][29]
  - 長場尚太郎（1928年ごろ - 1936年ごろ）[30][31][32][33][34][35][36][37][38][39][40]
  - （不在）（1936年ごろ - 1937年ごろ）[41]
  - 田中恭吾（1937年ごろ - 1938年ごろ）[4][42]
  - 長場誠（1938年ごろ - 1939年ごろ）[4][43][44]
  - 池田與司（1940年ごろ - 1944年ごろ）[4][45][46][47][48][49][50][51]
  - 石栗祐七[4]
- 民選制村長時代
  - 佐藤陽二郎（1947年4月 - ）[4][52]
  - 相沢三義[4]
  - 金子福作[4]
  - 石山徳一（ - 1959年7月21日）[4]

## 学校

### 小学校
- 長浦村立下土地亀小学校
- 長浦村立上土地亀小学校
- 長浦村立長場小学校
- 長浦村立岡新田小学校

### 中学校
- 長浦村立長浦中学校

### 高等学校
- 新潟県立水原高等学校長浦分校

## 交通

### 道路

#### 県道
- 葛塚水原線[4]（現新潟県道15号新潟長浦水原線の一部）
- 葛塚新潟線[4]（同上）

## 出身人物
- 新保景人　（大審院判事、上土地亀三軒屋出身）[4]
- 山田信一郎　（理学博士、内沼出身）[4]
- 早川亜美　（彫刻家、上土地亀の小学校卒業）[53]